# Black Kappa
Black Kappa (bürgerlich Tevon Gutzmore, * 14. Juni 1977 in Saint Mary Parish; † 23. Januar 2024) war ein jamaikanischer Rapper sowie Dancehall-Sänger. Bekannt wurde er für seine Mitwirkung beim Seeed-Hit Dickes B.

## Leben
Gutzmore wuchs in Montego Bay auf und nahm als Jugendlicher an verschiedenen Gesangswettbewerben erfolgreich teil. 1997 siedelte er nach Deutschland zu seinem Cousin um und fasste Fuß in der Berliner Reggae-Szene, u. a. 1999 mit der Mitwirkung bei der Single Made 2 Chill von Dejavue. Sein Featuring bei Dickes B von Seeed machte ihn 2001 deutschlandweit bekannt und benutzte den zugrundeliegenden Riddim Frog Ass für eine eigene Single Uman. Kurz davor erschien seine Debüt-Single Party On, die 2002 als Maxi-Single bei BMG Records erschien. Weitere Singles folgten mit Praise Jah Jah, Drop Top und It Song in Zusammenarbeit mit Joseph Cotton und Taffari.
2006 veröffentlichte Gutzmore die Single Pon Point auf Myspace und 2008 nochmals eine Single Rastafari Preaching. Danach zog er sich für einige Jahre aus der Öffentlichkeit zurück. 2017 kehrte er mit dem Album Honey Honey zurück auf die Bühne, aufgenommen beim Berliner Label Atahsound.
Er starb am 23. Januar 2024 im Alter von 46 Jahren.

## Diskografie

### Singles
| Jahr | Titel Album                       | Höchstplatzierung, Gesamtwochen, AuszeichnungChartplatzierungen (Jahr, Titel, Album, Platzierungen, Wochen, Auszeichnungen, Anmerkungen) | Höchstplatzierung, Gesamtwochen, AuszeichnungChartplatzierungen (Jahr, Titel, Album, Platzierungen, Wochen, Auszeichnungen, Anmerkungen) | Höchstplatzierung, Gesamtwochen, AuszeichnungChartplatzierungen (Jahr, Titel, Album, Platzierungen, Wochen, Auszeichnungen, Anmerkungen) | Anmerkungen                                                 |
| Jahr | Titel Album                       | DE | AT | CH | Anmerkungen                                                 |
| ---- | --------------------------------- | --- | --- | --- | ----------------------------------------------------------- |
| 2001 | Dickes B New Dubby Conquerors     | DE27 (17 Wo.)DE | AT68 (3 Wo.)AT | CH91 (1 Wo.)CH | Erstveröffentlichung: 2. April 2001 Seeed feat. Black Kappa |
| 2002 | Party On (Egyptian Reggae 2002) – | DE94 (1 Wo.)DE | — | — | Erstveröffentlichung: 2002 feat. Crystal Axe                |

Weitere Singles
- 1999: Worldwide (KC Da Rookee feat. Black Kappa)
- 2002: Gigolo (Heath Hunter feat. Black Kappa)